# Mohamed Ennaceur

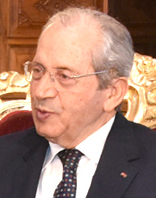
Mohamed Ennaceur (2016)

Mohamed Ennaceur (arabisch محمد الناصر, DMG Muḥammad al-Nāṣir; * 21. März 1934 in El Djem) ist ein tunesischer Politiker der säkularen Partei Nidaa Tounes, deren Vorsitzender er seit dem 31. Dezember 2014 ist. Seit dem 4. Dezember 2014 ist er Präsident der Volksrepräsentantenversammlung. Nach dem Tod Beji Caid Essebsis wurde Ennaceur vom 25. Juli 2019 bis zum 23. Oktober 2019 interimsweise Präsident der Tunesischen Republik. Unter Präsident Habib Bourguiba und wieder nach der Revolution in Tunesien 2010/2011 hatte Ennaceur als Sozialminister gewirkt und verschiedenste administrative und diplomatische Ämter ausgefüllt.

## Familie und Ausbildung
Ennaceur studierte bis zu seinem rechtswissenschaftlichen Diplom 1956 am Institut des Hautes Etudes de Tunis und erwarb 1976 an der Université Paris 1 Panthéon-Sorbonne das Lizenziat im Sozialrecht. Seine 1976 erschienene Dissertation behandelt die Internationale Arbeitsorganisation und die Entwicklung des Sozialrechts in Tunesien und Libyen. Ab 1986 veröffentlichte er Zeitschriftenartikel zu arbeits-, sozial- und entwicklungspolitischen Themen. Von 1977 bis 1979 arbeitete Ennaceur als Rechtsanwalt. Er ist verheiratet und hat fünf Kinder.

## Berufliche und politische Laufbahn

### Ämter unter den Präsidenten Bourguiba und Ben Ali
Ennaceur begann seine Karriere im tunesischen Ministerium für Arbeit und Soziales (1957–1959) und arbeitete ab 1959 für das Gesundheits- und Sozialministerium, bis 1961 als Kabinettsattaché, dann als Kabinettschef, bis er 1964 Abteilungsleiter im Sozialministerium wurde. Von 1967 bis 1972 war er Generaldirektor des Amtes für Berufsbildung und Beschäftigung.
1972/73 war Ennaceur Gouverneur von Sousse und von Juni bis Dezember 1973 Generalkommissar für Beschäftigung und Berufsbildung. Er war 1974 bis 1977 und 1979 bis 1985 Sozialminister in der tunesischen Regierung unter dem autoritär herrschenden Gründungspräsidenten des Landes Habib Bourguiba. Zwischen 1977 und 1979 arbeitete Ennaceur als Rechtsanwalt und ist seit 1997 bei der Anwaltskammer in Tunis zugelassen.
Zudem hatte Ennaceur mehrere politische Ämter inne. Von 1963 bis 1972 und 1979/80 war Ennaceur Bürgermeister seiner Geburtsstadt. Von 1974 bis 1979 sowie 1981 bis 1985 war er Mitglied der Abgeordnetenkammer. Er gehörte zudem in den 1970er und 1980er Jahren dem Zentralkomitee und 1980 bis 1986 auch dem Politbüro der Regierungspartei Tunesiens an. Nach der Machtübernahme der Präsidentschaft von Bourguiba durch Ben Ali 1987 zog sich Ennaceur weitgehend aus der Tagespolitik zurück.

### Institutionelle und zivilgesellschaftliche Arbeit
Ennaceur diente in einer Reihe von Funktionen in nationalen und internationalen Organisationen. So gehörte er 1963/64 dem Exekutivrat der UNICEF und später weiteren Organisationen und Missionen der Vereinten Nationen an und war in der Internationalen Arbeitsorganisation unter anderem Präsident der Weltbeschäftigungskonferenz in Genf 1976. Von 1980 bis 1985 stand er dem Exekutivbüro der Sozialminister der Arabischen Liga, dem Koordinationsbüro der Internationalen Arbeitsorganisation für die Blockfreien Staaten und der tunesischen Delegation in der sozialpolitischen Kommission der Organisation für Afrikanische Einheit vor. Von 1985 bis 1991 war er Präsident des tunesischen Wirtschafts- und Sozialrates (Conseil Economique et Social de Tunisie).
Ab 1985 war Ennaceur Gründungsdirektor der tunesischen Sozialrechts-Vereinigung (Association Tunisienne de Droit Social) und der zugehörigen Zeitschrift Revue Tunisienne de Droit Social. Neben weiteren Mitgliedschaften gehört er der International Society for Labor Law and Social Security an, zeitweilig als Vizepräsident. Zudem war er Gründungspräsident des internationalen Festivals für symphonische Musik in El Djem (Festival International de Musique Symphonique d’El Jem, 1986–1991) und des tunesischen Instituts für Sozial-Audit (Institut de l’Audit Social de Tunisie, 2002).
Von 1991 bis 1996 war Ennaceur ständiger Vertreter Tunesiens beim Büro der Vereinten Nationen und ihrer Sonderorganisationen in Genf. Ab dem Jahr 2000 arbeitete Ennaceur im Sozial-Audit-Bereich und international als privater Berater, ab 2005 als Koordinator für den Global Compact der Vereinten Nationen in Tunesien.

### Rückkehr in die Politik nach der Revolution
Ennaceur wurde nach dem Sturz des Autokraten Ben Ali wieder zum Sozialminister berufen, zuerst in der Regierung Ghannouchi II nach einer Kabinettsumbildung am 27. Januar 2011, der noch einige vorrevolutionäre Amtsinhaber angehörten. Er erklärte, nach der Revolution müssten die verschiedenen Kräfte des Landes, neben der politischen Elite auch zivilgesellschaftliche Akteure und Organisationen, ihrer historischen Verantwortung gerecht werden und ihre Differenzen und Interessenkonflikte zugunsten des Gemeinwohls zurückstellen, was der Idee des nationalen Dialogs entsprach. Ennaceur wurde am 7. März 2011 in derselben Position ins folgende Kabinett Essebsi übernommen, der ersten tunesischen Regierung ohne direkte Kontinuität zur bisherigen Führung, die von Ministerpräsident Beji Caid Essebsi geleitet wurde. Wie Ennaceur hatte er vor der Revolution verschiedene Ämter innegehabt, aber Distanz zum Regime insbesondere unter Ben Ali gewahrt. Laut Jeune Afrique gelang es ihm dabei, die Spannungen unter den Gewerkschaften durch geschickte Verhandlungen abzubauen. Nach der Wahl zur Verfassunggebenden Versammlung im Oktober 2011 beendete Ennaceur mit der Übergangsregierung Essebsi seine Arbeit als Minister am 24. Dezember 2011. In der Verfassunggebenden Versammlung, die bis 2014 bestand, trugen die gemäßigten Islamisten der Ennahda als stärkste Partei die meisten Regierungen.
Im Februar 2014 schloss sich Ennaceur der von Essebsi gegründeten Partei Nidaa Tounes an, die sich als Sammlungsbewegung der säkularen Kräfte und als Gegengewicht zur Ennahda verstand. Er wurde ihr Vizepräsident, nachdem die Partei ihn bereits im Dezember 2013 für den Fall eines Wahlsiegs als Regierungschef präsentiert hatte. Mit Essebsis Amtsantritt als Präsident Tunesiens am 31. Dezember 2014 übernahm Ennaceur von ihm den Vorsitz der Partei Nidaa Tounes, den er bis Juli 2019 innehatte.

### Parlamentspräsident und Interimspräsident
Die erste reguläre demokratische Parlamentswahl in Tunesien am 26. Oktober 2014 gewann Nidaa Tounes als stärkste Partei mit 86 Sitzen vor den gemäßigten Islamisten der Ennahda mit 69 Sitzen, sodass Nidaa Tounes Anrecht auf das Amt des Parlamentspräsidenten hatte. Am 4. Dezember 2014 wurde Ennaceur, der als Vertrauter Essebsis galt, zum Präsidenten der Volksrepräsentantenversammlung gewählt. Als einziger Kandidat erhielt er 176 Stimmen von den 214 anwesenden Parlamentariern. Da ihn auch die Abgeordneten der Ennahda wählten, galt Ennaceur als Konsenskandidat und gab sich als Ziel vor, in diesem Amt einigend zu wirken.
Einige Stunden nach dem Tod des amtierenden Präsidenten Beji Caid Essebsi am 25. Juli 2019 wurde Ennaceur in seiner Eigenschaft als Parlamentspräsident gemäß Art. 84 der Verfassung der Republik Tunesien zum Interimspräsidenten, der eine Zeitspanne von mindestens 45 und höchstens 90 Tagen amtiert. Dabei wurde das vorgeschriebene Verfahren umgangen, weil das zuständige Verfassungsgericht noch nicht bestand. Unter Juristen war umstritten, ob der Vorgang der Ernennung dann an die Volksrepräsentantenversammlung oder an die Instance provisoire chargée du contrôle de la constitutionnalité des projets de lois (IPCCPL) (provisorischer Vorläufer des Verfassungsgerichts) geht. Ennaceur selbst gab seine Einsetzung zum Interimspräsidenten bekannt, nachdem die Volksrepräsentantenversammlung in Anwesenheit des Ministerpräsidenten Youssef Chahed getagt hatte. Ennaceur appellierte an die Bevölkerung, Einigkeit zu zeigen, und bekräftigte die Kontinuität der staatlichen Institutionen. Er wurde am späten Nachmittag vereidigt.
Die Wahlkommission zog das Datum der für den 17. November 2019 angesetzten Präsidentschaftswahl auf den 15. September vor, um Ennaceur innerhalb der 90-Tages-Frist durch einen regulär gewählten Präsidenten ablösen zu können. Am 23. Oktober 2019 übernahm Kaïs Saïed das Amt des Präsidenten.

## Auszeichnungen und Rezeption
Ennaceur ist Träger einer Reihe von Auszeichnungen. Neben mehreren tunesischen hat er Verdienstorden und Ehrungen der Länder Belgien, Niederlande, Luxemburg, Frankreich, Elfenbeinküste, Großbritannien und Deutschland erhalten.
Der Orientalist Rory McCarthy sieht Ennaceurs Karriere als exemplarisch für die aus dem tunesischen Sahel stammende Verwaltungselite. Laut Jeune Afrique gilt Ennaceur als diskret und nachdenklich. Er sei einer Hauptakteure der „embryonalen“ Zivilgesellschaft in der Zeit der Präsidenten Bourguiba und Ben Ali gewesen und habe Tunesien in seinen vielen internationalen Aktivitäten Gesicht gegeben.